# I = PAT
A equação I=PAT é uma das tentativas de descrever o papel de múltiplos fatores na determinação da degradação ambiental.  Descreve a contribuição multiplicativa da população (P), afluência (A) e tecnologia (T) ao impacto ambiental (I).
O impacto ambiental (I) pode ser expresso em termos de esgotamento de recursos ou acumulação de resíduos; população (P) refere-se ao tamanho da população humana; afluência (A) refere-se ao nível de consumo por essa população; e tecnologia (T) refere-se aos processos usados para obter recursos e transformá-los em bens e resíduos.